# 고양이 공식 품종 기록 서적
고양이 공식 품종 기록 서적(LOOF)은 프랑스에서 결성된 고양이의 등록부이다. 1901년 제정된 협회법, 공식 고양이 기원 관리 연맹에 의해 유지된다.
2018년 기준 9,200명 이상의 사육사 및 개인에 의해 연간 평균 42,000개의 혈통이 생긴다.
연맹은 또한 프랑스에서 고양이 품종 홍보, 고양이 기준 관리, 심사 위원 교육 및 승인, 캣쇼 통제 및 캣쇼에서 얻은 타이틀의 확인 등을 관리한다. 또한 사육사와 미래의 고양이 사육사를 훈련하기 위해 ACACED의 UMES 등의 단체와 훈련하고 협력하여 프로젝트를 진행한다.